# آوستیس
آوستیس (به ایتالیایی: Austis) یک کومونه در ایتالیا است که در استان نیورو واقع شده‌است.

## خصوصیات
آوستیس ۵۰٫۷ کیلومترمربع مساحت و ۸۸۱ نفر جمعیت دارد و ۷۳۷ متر بالاتر از سطح دریا واقع شده‌است.